# Komet Kušida-Muramacu
Komet Kušida-Muramacu (uradna oznaka je 147P/Kushida-Muramatsu) je periodični komet z obhodno dobo približno 7,4 let.
Komet pripada Enckejevi družini kometov .

## Odkritje
Komet sta odkrila 10. decembra 1993 japonska astronoma  Jošio Kušida in Osamu Muramacu na Observatoriju Jatsugatake na Japonskem.